# Дантонія гірська
Дантонія гірська, дантонія альпійська (Danthonia alpina) — вид рослин із родини злакових (Poaceae).

## Біоморфологічна характеристика
Кущиста багаторічна трава. Кореневища видовжені. Стеблини прямовисні чи злегка зігнуті у вузлах, (10)30–60(80) см завдовжки. Листя переважно базальне. Листкові піхви голі. Бахрома волосся замість язичка. Листові пластини зелені, 3–15 см × 1–3 мм, голі, по краю шорсткі. Волоть зелена чи фіолетова, стиснена, малоколосочкова, 2–7 см завдовжки, складається з 2–8 плідних колосочків. Колосочки еліптичні, стиснуті збоку, 6–20 мм завдовжки, складаються з 2–7 плідних квіточок, зі зменшеними квіточками на верхівці. Колоскові луски схожі, широко-ланцетні, поступово загострені, 10–20 мм завдовжки. Родюча лема еліптична, вдвічі менша за луску, 4–7 мм завдовжки, + остюк ≈ 5 мм. Палея завдовжки з лему, 2-жилкова, кіль війчастий. 2n=36.

## Середовище проживання
Зростає у Європі (Албанія, Австрія, Болгарія, Чехія, Хорватія, Франція, Німеччина, Греція, Швейцарія, Іспанія, Угорщина, Італія, Румунія, Словаччина, Словенія, Сербія та Косово, Україна), Туреччині й Південному Кавказі (Вірменія).
В Україні вид росте на лісових луках і галявинах, кам'янистих схилах, у нижньому гірському поясі — у Карпатах, дуже рідко (Хуст)
Зростає переважно на сухих і напівсухих степових луках, на лісостепах, кам'янистих і чагарникових схилах.